# Trossingen

Trossingen este un oraș din Baden-Württemberg. Este al doilea oraș ca mărime din districtul rural Tuttlingen. Se află în regiunea de ordonare și planificare Schwarzwald-Baar-Heuberg. Trossingen este oraș universitar și poartă numele de oraș al muzicii, deoarece aici se găsesc multe instituții care se ocupă cu muzica.

## Orașe înfrățite

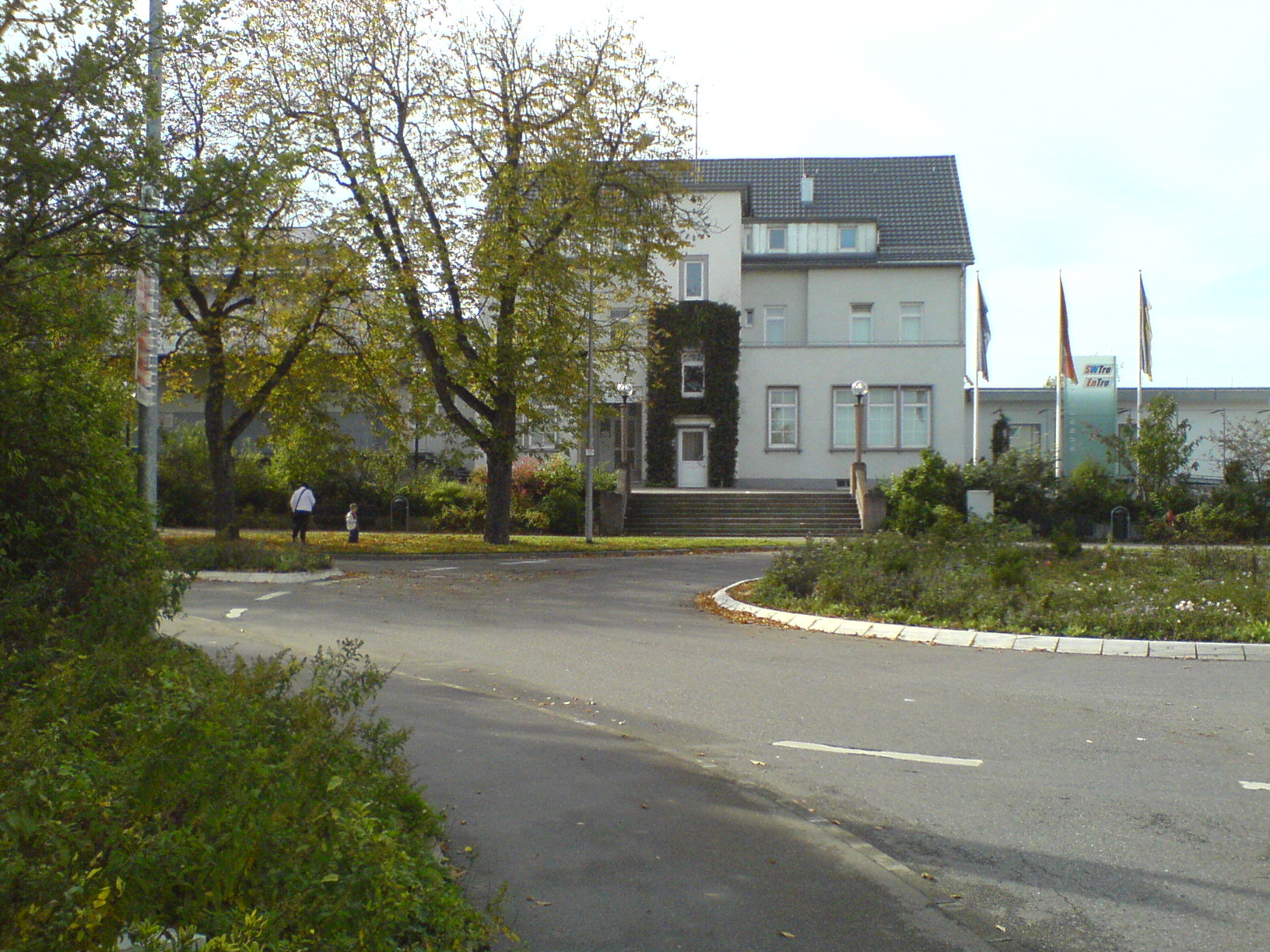
Privind de pe strada principală spre gară

- Cluses, Franța
- Beaverton, Statele Unite ale Americii
- Windhoek, Namibia[2]